# Druminnor Castle
Druminnor Castle ist ein Wohnturm mit L-förmigem Grundriss, etwa 3 km östlich des Dorfes Rhynie in der schottischen Council Area Aberdeenshire. Der Turm vom Anfang des 15. Jahrhunderts liegt in einem engen Tal am Bach Keron.

## Geschichte
Um 1271 vergab König Alexander III. das Land in der Gegend an Duncan Forbes und es soll oberhalb des heutigen Standortes eine Burg gegeben haben.
Ein zweites Druminnor Castle, denkt man, war das ursprüngliche Castle Forbes. Der ursprüngliche Wohnturm, der von 1456 stammte, wurde Anfang des 19. Jahrhunderts abgerissen. Er wurde beschrieben als „Turm mit quadratischem Grundriss, verbunden mit einem solchen mit halbquadratischem Grundriss, in dem sich das Treppenhaus befand“.
Die dritte Burg, ursprünglich an den zweiten Turm angebaut, entstand 1440–1470.
Die Familien Gordon und Forbes pflegten eine fortgesetzte Fehde, in deren Verlauf zwanzig Gordons 1571 im Rittersaal der Burg umgebracht wurden. Später im selben Jahr wurde eine Gruppe des Clan Forbes von einer Gruppe des Clan Gordon in der Schlacht von Tillieangus besiegt. Dabei fiel Black Arthur Forbes, der Befehlshaber der Forbes-Truppen, durch die Hand von William Gordon von Terpersie Castle und die Überlebenden wurden bis ans Tor von Druminnor Castle verfolgt. Dieser Streit kam auf, nachdem der Clanchef der Forbes seine Gattin, die Tochter des Earl of Huntly, verstoßen hatte.
1841–1843 wurden nach den Plänen von Archibald Simpson Anbauten an der Burg vorgenommen, aber diese ließ Margaret Sempill-Forbes (anfangs mit der Hilfe von Ian Gordon Lindsay) bei einer weiteren Restaurierung im 20. Jahrhundert wieder entfernen.

## Architektur
Der Wohnturm mit L-förmigem Grundriss hat eine moderne Tür mitten in seiner Nordfassade eingebaut. Die Erdgeschossräume haben alle Gewölbedecken. Der Rittersaal befindet sich im 1. Obergeschoss.
Der Bogen an der Eingangstür, der aus fünf geraden Abschnitten besteht, ist vermutlich einmalig in Schottland. Der Wendeltreppenturm im Nordosten wird in großem Umfang von Konsolen unterstützt; darüber befindet sich ein Wachraum mit quadratischem Grundriss im ersten Obergeschoss.
Es gibt Weitwinkelschießscharten. Die Mauern springen im ersten Obergeschoss zurück.
Über der Tür befinden sich drei Wappenschilder. Die Südfassade ist vier Stockwerke hoch, weil das Gebäude in Hanglage steht.
Der Flügel von 1815, der heute nicht mehr existiert, hatte Spitzgiebel und drei große Dachgauben.
Historic Scotland hat Druminnor Castle als historisches Bauwerk der Kategorie A gelistet.